# مخطط كهربائية عضلات الوجه
مخطط كهربائية عضلات الوجه (بالإنجليزية: Facial electromyography) يُشير إلى تخطيط كهربية العضلات في الوجه وهو إجراء يَقيس مدى نشاط العضلات من خلال كشف وتضخيم النَّبَضات الكهربائيّة الصّغيرة جداً والتي تتوَلَّد في ألياف العضلات، وذلك عند انقباضها.

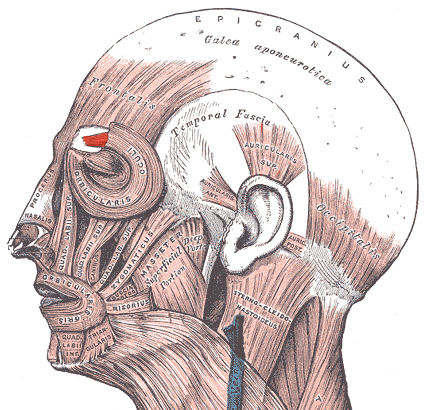
العضلات المغضنة للحاجب (ترتبط بالعبوس). تستخدم لقياس نشاط العضلات.

تُركّز في الدرجة الأولى على مجموعتين رئيسيّتين من العضلات في الوجه: مجموعة العضلات المُغضِنة للحاجب والتي ترتبط بالعبوس، ومجموعة العضلات الوجنية الكبيرة والمرتبطة بالابتسامة.

## الاستخدام
دُرِسَ مخطط كهربية العضل للوجه لتقديم فائدتها كأداة لقياس رد الفعل العاطفي. فقد أوجدت الدراسات أن نشاط عضلات العبوس في الوجه، والتي تُخفض الحاجب للأسفل معبّرة عن عبوس الشخص، يختلف عكسيًا مع التكافؤ العاطفي للمحفّزات المقدمة وتظهر الحالة المزاجية.
استُخدم مخطط كهربية عضل الوجه كأسلوب لتمييز وتتبع ردود الفعل العاطفية الإيجابية والسلبية للمحفِّزات عند حدوثها. وأُجريَ عدد كبير من هذه التجارب في بيئات معملية خاضعة للرقابة باستخدام مجموعة من المحفزات، مثل الصور الثابتة ومقاطع الأفلام والمقاطع الموسيقية. كما استُخدِم للتّحقيق في الاستجابات العاطفية لدى الأفراد الذين يعانون من اضطرابات مرض التوحد.
على الرغم من أنّه شائع الاستخدام كمؤشر للاستجابات العاطفية، إلا أنّ نشاط عضلات الوجه يتأثّر أيضًا بالسياق الاجتماعي الذي يتم قياسه فيه. باستخدام مخطط كهربية العضل في بيئات افتراضية غامرة، أظهر فيليب وستورز وفانمان أنّه حتى الإشارات الاجتماعية الفقيرة نسبيًا في البيئة الافتراضية يمكن أن تُسبّب زيادات في النّشاط العضلي الرئيسي الذي ليس له علاقة بالحالات العاطفية المبلغ عنها ذاتيًا.
في عام 2012 تمكن دورسو وغيره من إظهار أن مخطط كهربية العضل للوجه يُمكن استخدامه لاكتشاف الالتباس، سواء في المشاركين الذين اعترفوا بالارتباك أو في أولئك الذين لم يفعلوا، ممّا يُشير إلى أنّه يُمكن استخدامه كإضافة فعّالة لمجموعة أجهزة الاستشعار كمُراقب لفقدان الفهم أو فقدان الوعي بالموقف.

## أبحاث السوق والألعاب
هناك مجالان استُخدَِ فيهما تقنيات تخطيط كهربية العضل في الوجه وهما: البحث الإعلاني، وألعاب الفيديو.
أولاً: أبحاث الإعلانات - في الآونة الأخيرة استُخدِم مخطط كهربية العضل للوجه لاختبار استجابة الجمهور للإعلانات التجارية. فقد استُخدِمَت مقاييس نشاط المخطط أثناء عرض الإعلانات التجارية المضمنة في مقاطع البرامج التلفزيونية لوصف المستوى التّجاري للمشاركة والتَّـنشيط العاطفي. قياس عضلات المموج والعضلات الوجنية ينتج عنه درجة تنشيط عاطفية إيجابيّة وسلبيّة. يُقال إنَّ التنشيط اللّحظي الذي يتم تسجيله يَقيس الاستجابة العاطفية الديناميكية لإعلان تجاري ويعطي رُؤى مفيدة حول عناصر الإعلانات التجارية. أظهر لوا وغيره أنّ نشاط مُخطط كهربية عضل الوجه يُمكن استخدامه للتنبؤ بكيفية إدمان لاعبي اللُعبة على لعبة عبر الإنترنت قبل طَرح اللّعبة رسميًا في السوق.
ثانياً: الألعاب والتفاعل بين الإنسان والحاسوب - استخدم رافاجا هازليت وماندريك تقنيّات تخطيط كهربيّة عضل الوجه لإثبات أنه يُمكن قياس المشاعر الإيجابية والسلبية في الوقت الفعلي أثناء لعب ألعاب الفيديو. يعطي التوصيف العاطفي للألعاب تقييمًا مفيدًا لتأثير اللعبة على اللاعب، ومدى جاذبيته في اللعبة، وكيف ترقى اللعبة إلى الألعاب الأخرى في هذا النوع، وكيف تعزز العناصر المختلفة للعبة من أداء اللعبة أو تنتقص من نهجها لإشراك اللاعب فيها.

## المميزات
يشير أنصار مخطط كهربية العضل للوجه إلى المزايا التالية:
1. يعد تخطيط كهربية عضل الوجه طريقة دقيقة وحساسة لقياس التعبير العاطفي.
2. على عكس التقارير الذاتية، لا يعتمد المخطط على اللغة ولا يتطلب جهدًا معرفيًا أو ذاكرة.
3. المخطط قادر على تسجيل الاستجابة حتى عندما يتم توجيه الأشخاص إلى منع التعبير العاطفي.
4. ينتج الكثير من البيانات وهو مستمر وعددي (وبالتالي أكثر مصداقية.)
5. قادر على قياس أنشطة عضلات الوجه حتى لو كانت المنبهات العاطفية ضعيفة.
6. أقل تدخلاً من التدابير الفسيولوجية الأخرى مثل التصوير بالرنين المغناطيسي الوظيفي وتخطيط كهربية الدماغ.
7. مثل المقاييس الفسيولوجية الأخرى، غالبًا ما تكون تقنية قياس مخطط كهربية العضل للوجه هي الطريقة الوحيدة المفيدة عندما تكون الحركة غير مرئية.

## انتقادات
1. هذه التقنية تدخلية وقد تغير التعبير الطبيعي.
2. عدد العضلات التي يمكن أن يستخدمها مقيد بعدد الأقطاب الكهربائية التي يمكن توصيلها بالوجه.
3. بعض الأدوية التي تعمل على الجهاز العصبي -مثل مرخيات العضلات ومضادات الكولين- يمكن أن تغير نتائج تخطيط كهربية العضل.